# Sigismund Bouška
Sigismund Ludvík Bouška (25. srpna 1867, Příbram – 29. srpna 1942, Náchod) byl literárně i veřejně činný kněz a řeholník řádu benediktinů Břevnovského kláštera. Jako básník, překladatel i literární kritik patřil k hlavním představitelům Katolické moderny.

## Životopis

### Mládí
Narodil se jako Ludwik Bouška v rodině naddůlního Karla Boušky (1843) a Růženy Bouškové-Wimmrové (1846). Měl 14 mladších sourozenců: Ladislava (1869–1870), Růženu (1870–1873), Marii (1871), Annu (1873), Růženu (1874), Karla (1876–1877), Karla (1877), Antonína (1879–1882), Aloisii (1880–1907), Eduarda (1882–1882), Boženu (1883–1883), Jana (1885), Václava (1886) a Jaroslava (1889–1889).
Vystudoval ve svém rodišti reálné gymnázium a poslední ročník na pedagogické škole (učitelský ústav) v Příbrami, pak nastoupil na krátkou dobu na malířskou akademii v Praze a poté na německou a českou fakultu teologie Univerzity Karlovy v Praze.

### Kněz
V roce 1887 vstoupil do benediktinského kláštera v Břevnově, přijal řádové jméno Sigismund a roku 1892 byl vysvěcen na kněze. Pak přešel do benediktinského kláštera v Broumově a působil jako kaplan a farář v severovýchodních Čechách, ve venkovských farnostech, které klášter spravoval. Stal se kaplanem v Machově a o šest let později (v roce 1898) v Polici nad Metují. Patřil mezi odpůrce Zjevení Panny Marie v Suchém Dole, která se v letech 1892 až 1895 odehrála na okraji jeho farnosti v lese Václava Ticháčka. V období let 1914 až 1926 byl farářem v Bezděkově, kam za ním přijížděli literáti Julius Zeyer, Otokar Březina, Růžena Svobodová, Jan Havlasa i jiní. Svá důkladně připravovaná nedělní kázání obohacoval nejen zpěvem s doprovodem harmonia, ale často také rozbory aktuální politické situace ve společnosti. Komentoval probíhající I. světovou válku a vyslovoval se proti Rakousko-Uhersku. I proto byl sledován a několikrát vyslýchán na hejtmanství v Broumově. V letech 1924–1925 byl farářem v Orlové a v letech 1926 až 1936 v Počaplech u Terezína. Své působení faráře ukončil roku 1936 na žádost svého nadřízeného ve věku 69 let a zbytek života strávil na kněžském odpočinku ve Rtyni, v domě rodiny Hanušů (Marie Hanušová byla jeho sekretářkou).

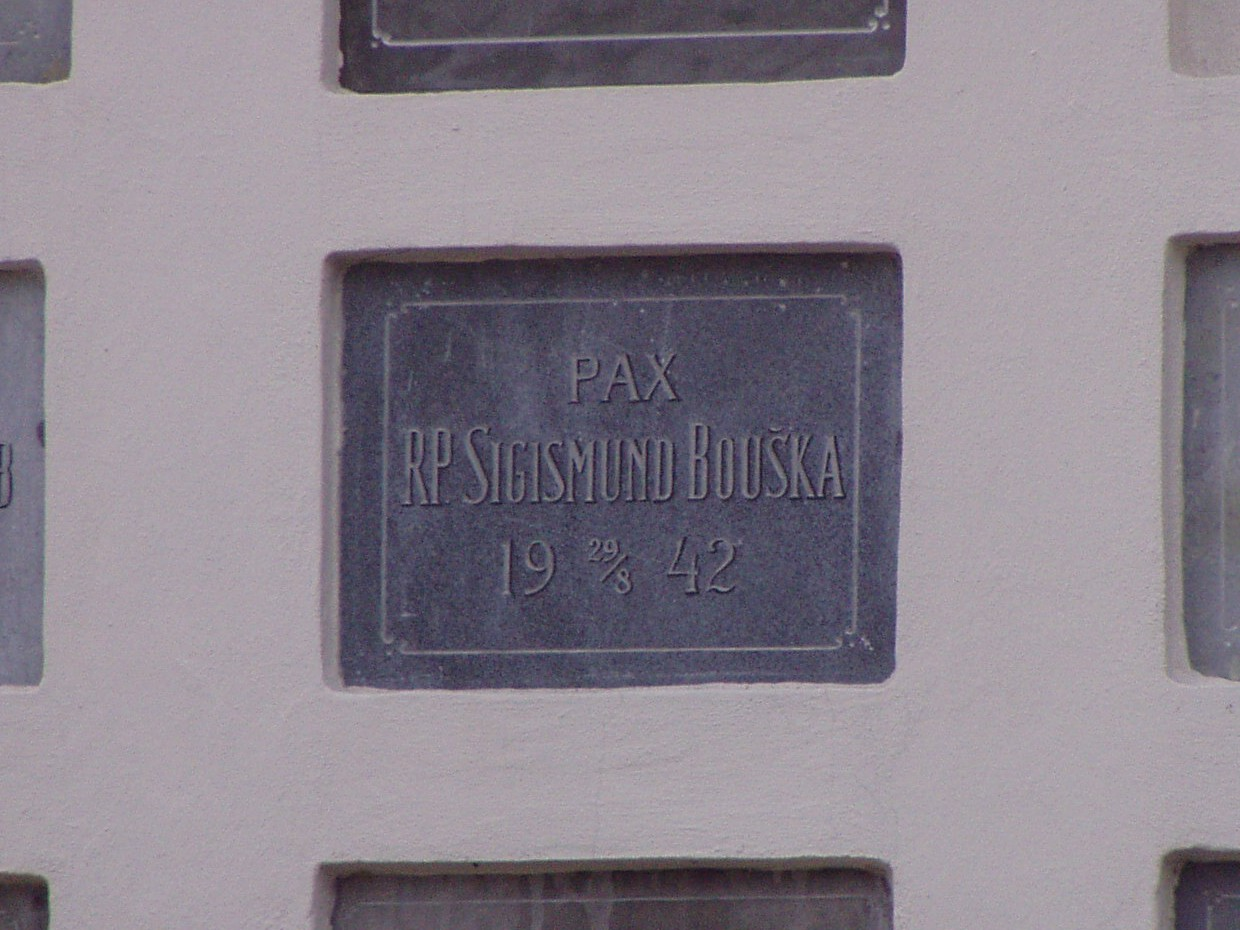
Deska se jménem Sigismunda Boušky na benediktinském řádovém pohřebišti

Zemřel ve svých 75 letech v náchodské nemocnici a byl pohřben břevnovském hřbitově, na řádovém pohřebišti u kaple sv. Prokopa.

### Katolická moderna
Společně s řadou katolicky zaměřených kněží – literátů, jako byli Karel Dostál-Lutinov, Vilém Bitnar, Xaver Dvořák, Jakub Deml a Jindřich Šimon Baar vytvořili hlavně na Moravě před první světovou válkou skupinu "Katolická moderna". Pro publikaci svých názorů založili v roce 1885 literární almanach Pod jedním praporem, v němž se Katolická moderna představila. V roce 1896 založili společně časopis Nový život. Již o rok dříve Bouška vystoupil kritickým článkem uveřejněným v revui Niva proti přezíravým názorům katolického časopisu Vlast na soudobé literáty. Mladí katoličtí kněží chtěli českou křesťanskou literaturu přiblížit moderním evropským literárním proudům. Na Boušku zapůsobila výzva Jaroslava Vrchlického k překládání světové literatury do češtiny. I proto Bouška několikrát vycestoval do Evropy, kde si značně vylepšil své jazykové znalosti a mohl tak překládat z několika jazyků. V časopise Nový život uveřejňovala skupina své literární recenze a kritiky, sám Bouška zde psal např. o Zeyerovi, Březinovi, Verlainovi, Františku Bílkovi, J. Verdaguerovi. V revui Týn při Novém životě roku 1919 uveřejnil sérii šesti článků o Josefu Váchalovi. Bouška psal i do časopisu Lumír a redigoval edici básnických debutů Básnické obzory katolické. Skupina se netěšila přízni vyšších církevních kruhů, protože měla i jeden neliterární cíl, totiž reformovat církevní řády a přizpůsobit je současné společnosti. Když ze skupiny odešli Baar a Dvořák, skupina se rozpadla.

## Dílo

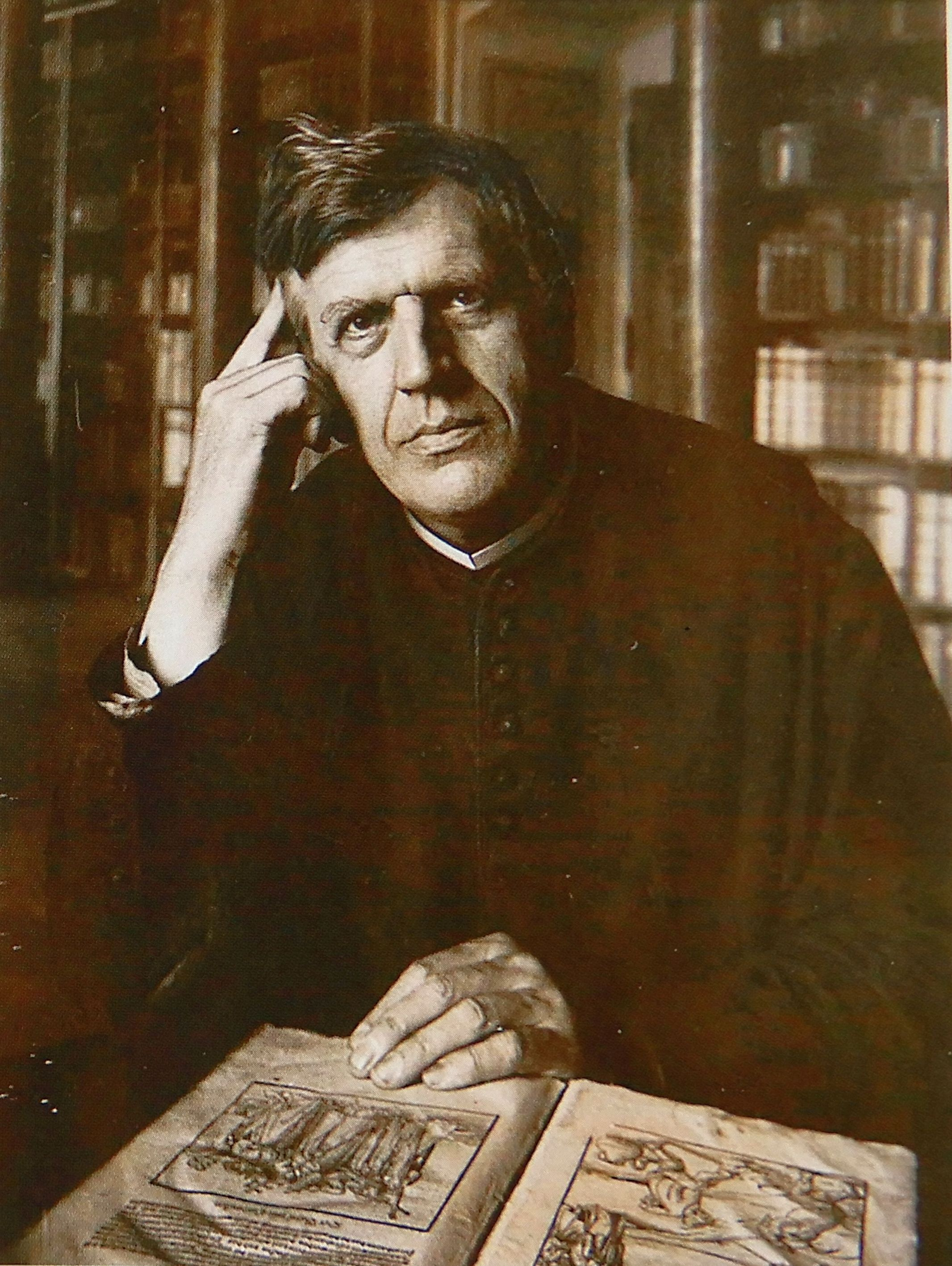
Sigismund Bouška, mezi 1920–1925

### Poezie
- Pietas (1897, 2021), sbírka básní, v níž alegorickým způsobem zachytil soudobé kněžské prostředí. ISBN 978-80-907564-2-7
- Legendy (1903)
- Duše v přírodě (1904), básnická sbírka, oceněná F. X. Šaldou jako vrchol tvorby. Obsahem je hledání Boha ve výrazných přírodních scenériích ve verších.
- Dismas (1894, epická skladba)
- Sv. Krištof (1927–1928) [2]

### Próza
- Sigismund Bouška Františku Bílkovi
- Vánoce (1903), v letech 1911 a 1923 vydáno pod názvem Děti
- Provensálské koledy (1927) [2]

### Odborná práce
- Láska Aubanelova (1898, studie o Provensálském básníkovi Teodoru Aubanelovi)
- Mirjam – Maria (1903), liturgický rozbor loretánské litanie s řadou literárních reminiscencí a básnickými překlady.[3]
- Starý japonský dřevoryt. Praktické pokyny sběratelům, Český sběratel 1, 1913, s. 12–15, 38–39, 49–50, 68–71

### Překlady
Byl překladatelem katalánské a provensálské literatury z období kolem roku 1900, překládal také práce z latiny, němčiny a italštiny. Mezi autory byli J. Verdaguer, F. Mistral, Théodore Aubanel a Joseph Roumanille.
- Kniha o Příteli a Miláčku (autor Ramón Llull, středověký mystik, přeloženo z katalánštiny)
- Sen svatého Jana (autor J. Verdaguer, přeloženo 1893)
- Aglavaina a Sylleseta (autor M. Maeterlinck, přeložil 1897)
- Podobizny svatých (autor E. Hello, přeložil 1898)
- Květy Miriany (J. Verdaguer, překlady 1906 a 1929)
- Eurachistie (J. Verdaguer, překlady 1914 a 1929)
- Mireio (F. Mistral, překlad roku 1916) [2]

### Kresby
Byl zručný kreslíř i malíř, byl autorem řady portrétů soudobých literátů. 

## Sběratel
Dostával i kupoval si umělecké předměty, jako byly japonské dřevoryty (byl považován za jejich předního znalce), drobné plastiky, grafické práce, lidové výšivky, akvarely, obrazy, keramiku, knihy, vzácné tisky i korespondenci slavných osobností.

## Výstava
- Bezděkovský kostelíčku, výstava o životě a díle Sigismunda Ludvíka Boušky při příležitosti 150 let od jeho narození. Kurátor Petr Bergmann, Broumov, Muzeum Broumovska, 5. srpen–8. říjen 2017[7]